# Копійкове
Копі́йкове — село Чогодарівської сільської громади у Березівському районі Одеської області, Україна. Населення становить 260 осіб.

## Населення
Згідно з переписом УРСР 1989 року чисельність наявного населення села становила 163 особи, з яких 77 чоловіків та 86 жінок.
За переписом населення України 2001 року в селі мешкало 260 осіб.

### Мова
Розподіл населення за рідною мовою за даними перепису 2001 року:
| Мова       | Відсоток |
| ---------- | -------- |
| українська | 91,15 %  |
| молдовська | 6,54 %   |
| російська  | 1,92 %   |
| інші       | 0,39 %   |